# Paracolletes fervidus
Paracolletes fervidus är en biart som beskrevs av Smith 1879. Paracolletes fervidus ingår i släktet Paracolletes och familjen korttungebin. Inga underarter finns listade i Catalogue of Life.

## Bildgalleri

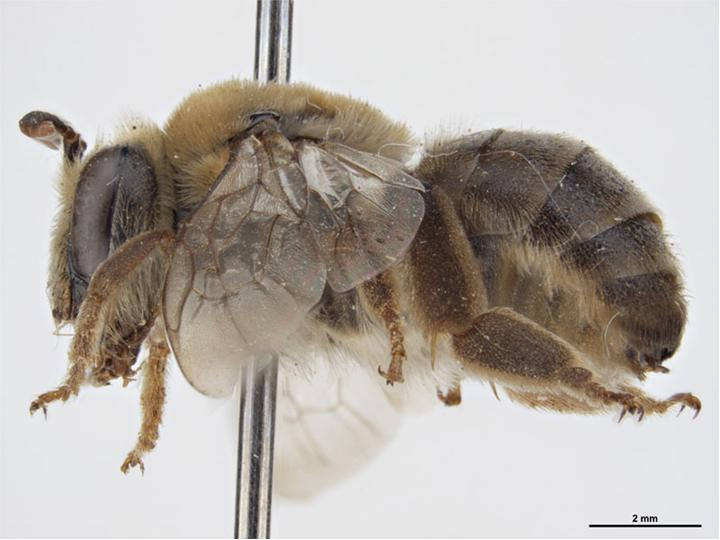